# Cantone di Annecy-3
Il Cantone di Annecy-3 (cantone di Annecy-le-Vieux dal 1973 al 2020) è un cantone francese dell'arrondissement di Annecy.
A seguito della riforma approvata con decreto del 13 febbraio 2014, che ha avuto attuazione dopo le elezioni dipartimentali del 2015, ha subito delle modifiche pur mantenendo il numero complessivo dei comuni pari a 14. Dal 1º gennaio 2016 ha visto ridursi i comuni appartenenti da 14 a 13 per effetto della fusione di Épagny con Metz-Tessy a formare il nuovo comune di Épagny-Metz-Tessy.

## Composizione
Comprende i comuni di:
- Annecy-le-Vieux
- Argonay
- Aviernoz
- Charvonnex
- Épagny-Metz-Tessy
- Évires
- Groisy
- Nâves-Parmelan
- Les Ollières
- Pringy
- Saint-Martin-Bellevue
- Thorens-Glières
- Villaz